# Kultura Montadien
Kultura Montadien  - niniejsza kultura wykształciła się na lokalnym podłożu kulturowym o tradycji azylskiej. Niniejsza jednostka kulturowa stanowi lokalny wariant kultury sowterskiej. Nazwa omawianej kultury związana jest z eponimicznym stanowiskiem jaskiniowym Montade znajdującym się w gminie Plan-de-Cuques koło Marsylii odkrytym w 1954 roku przez Maxa Fontonne.. Zespół zjawisk kulturowych utożsamianych z kulturą mantadien obejmował swym zasięgiem tereny dolnego Rodanu. Montadien rozwijał się w ciągu 8 tysiąclecia. Zespół inwentarzy kamiennych jest analogiczny do inwentarzy sowterskich. Gospodarka kultury matadieńskiej oparta była na polowaniach na bowidy, konie, dziki, jelenie, zające znaczącą role odgrywało również zbieractwo małży. 